# Тропічні острови
«Тропічні острови» (англ. Tropical Islands) — тропічний парк розваг розташований у Хальбе в землі Бранденбург, Німеччина. Він міститься в колишньому елінзі (ангар для дирижаблів), що належав раніше фірмі Cargolifter AG і називався Aerium. Тому споруду Tropical Islands іноді також називають Aerium. Вона є найбільшим самонесучим залом світу, а також займає четвертий рядок у списку найбільших будівель і споруд світу (за корисним обсягом) — 5 200 000 м³.

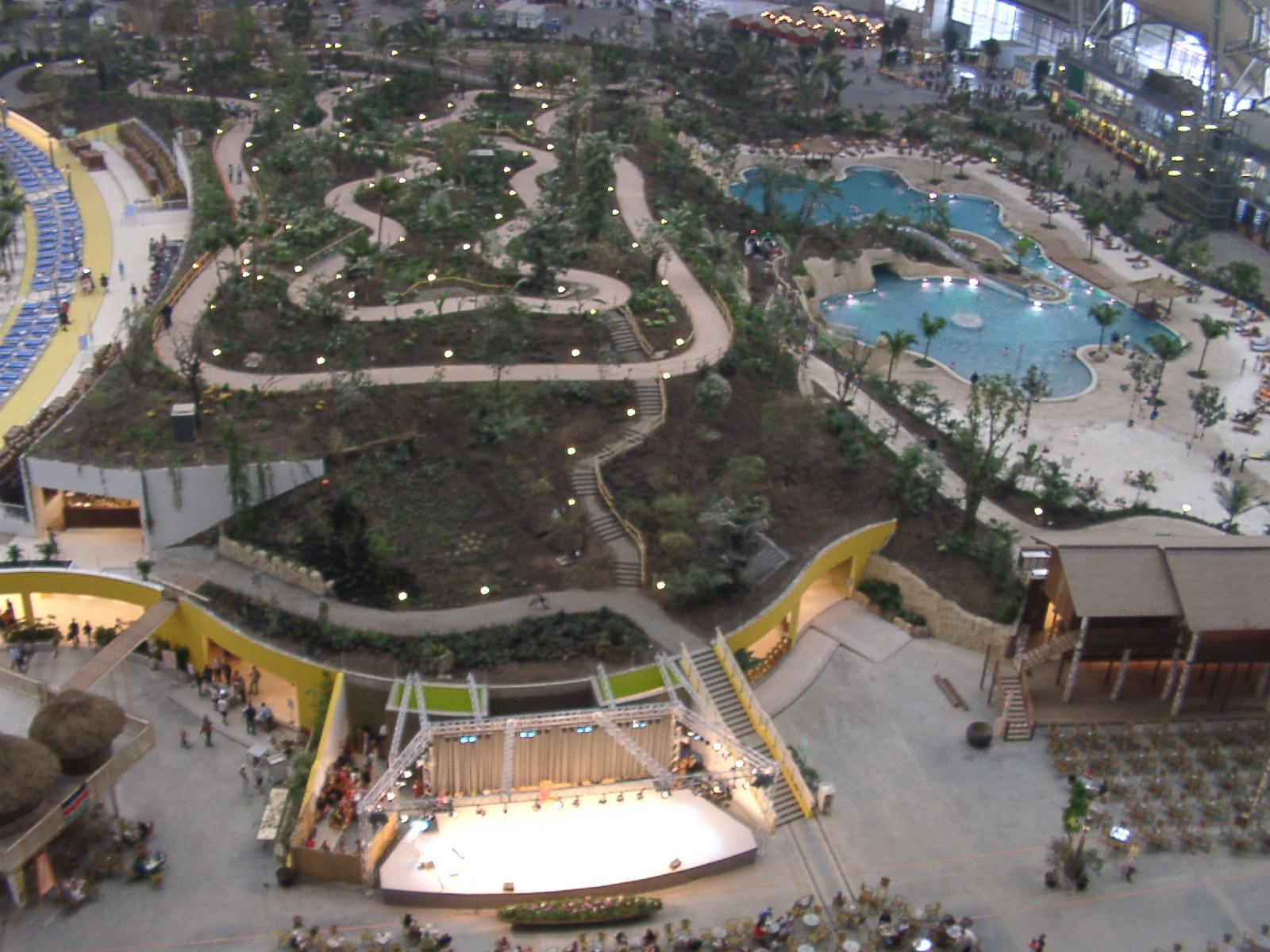
Вигляд зверху. 2008 р.

Комплекс розрахований на відвідування до 6 000 осіб у день. У перший рік, за свідченням операторів, заклад відвідали 975 000 відвідувачів. У комплексі працює близько 500 осіб.

## Географічне положення
«Tropical Islands» розташовується приблизно в 60 км на південь від центру Берліна і приблизно в 35 км від межі міста Берліна в південній частині району Хальбе на території колишньої радянської військової бази в колишньому ангарі для дирижаблів Aerium, приблизно 70 м н.р.м.
Добратися можна на автомобілі по федеральному автобану № 13 через Ріцнойендорф-Штаков і далі по дорозі № 711 від автобана у напрямі Крауснік-Грос-Вассербург. Також з Берліна можна добратися потягом у напрямі Герліц.

## Концепція
«Tropical Islands» з'явилися в результаті переобладнання ангара для дирижаблів, що належить збанкрутілій фірмі Cargolifter AG. Переобладнання здійснено малайським концерном Tanjong. Зал має розміри 360 м у довжину, 210 завширшки і 107 у висоту. Всього об'єм приміщення становить 5,5 млн м3. Витрати на будівництво склали близько 78 млн Євро.
Унаслідок свого первинного призначення — бути ангаром для дирижаблів — споруда є найбільшим у світі самонесучим залом. 11 червня 2003 року споруда була перекуплена фірмою Tanjong за 17,5 млн €, з яких 10 млн склали субсидії землі Бранденбург. Парк відкритий для відвідувачів 19 грудня 2004 року.
Підтримується температура 26 °C, «тропічне» оточення з вологістю повітря 64 %, найбільший у світі штучний критий «тропічний ліс» із пляжами, численними тропічними рослинами, безліч плавальних басейнів, барів і ресторанів. «Tropical Islands» відкритий цілодобово впродовж усього року.
При вході можна обрати базову ціну входу, усі інші витрати усередині враховуються за допомогою спеціального чипа-браслета. Уся установка розділена на області сауни і тропічного озера — кожна область має окрему плату за доступ. Зміна областей усередині пов'язана з купівлею добового квитка. Інші тематичні сфери у будь-якому випадку вимагають додаткової оплати. У інших областях доступні водні гірки, Міні-гольф, а також будиночки для ночівель. Розважальна програма також включає велике вечірнє шоу і ряд розваг впродовж дня: вар'єте, дитяча програма тощо.

## Тематичні області
Парк розділений на наступні тематичні області:
- Тропічне село — з будівлями у стилі Таїланда, Борнео, Самоа і Балі.
- Тропічний ліс — більше 50 000 рослин понад 600 видів.
- Південне море — Басейн 140 м завдовжки, площею 4 400 м2 і 1,35 м у глибину, як копія затоки атола з піщаним пляжем, шириною 200 м, 850 дерев'яних стільців-лежанок, що розкладаються. Температура води 28 °C.
- Лагуна з Балі — понад 1 200 м2 водної поверхні змінної глибини, температура води 32 °C, фонтани, штучні течії, водні гірки.

Споруда доброзичлива для осіб з обмеженими можливостями: на верхніх поверхах тропічних будиночків встановлені ліфти, доріжки в лісі зроблено без перешкод для пересування.

## Подальше розширення
У листопаді-грудні 2006 року парк Tropical Islands був розширений. Було додано 4000 м2 дитячої зони. Spa-центр і сауна з шістьма підрозділами були завершені в середині 2007 року. В області сауни знаходяться також сауна з коштовних каменів, дерев'яна сауна, трав'яні курені, холодний басейн, паровий грот, гарячі ванни і спеціальні душові кабіни. Особливістю Spa- центру і сауни є те, що усередині цієї частини «Tropic islands» необхідно бути зовсім голим.
Стиль саун перейнято з південно-східної азійської культури, у тому числі з об'єктів всесвітньої спадщини ЮНЕСКО, у тому числі моделюється індійський храм слонів і камбоджійський Ангкор-Ват.
Побудовано водяну гірку 25-метрової висоти з чотирма спусками, дитячий майданчик і майданчик для міні-гольфу доповнюють область саун. У області для переодягання є понад 7 000 шафок. Додаткова перебудова і розширення коштували близько 23 млн €.
Загальна сума інвестицій на розширення і перебудову спочатку складала 75 млн €, з яких 17 млн фінансувала земля Бранденбург. Метою фінансування було створення нових робочих місць.
У 2008 році у безпосередній близькості від «Tropical Islands» були створені також робітниче селище для проживання працівників і табір для відвідувачів.

## Проблеми

### Економічні
Число відвідувачів не дотягує запланованих 1,25 млн відвідувачів на рік. Впродовж першого року очікувалося навіть 2,5 млн відвідувачів. Реальне ж число відвідувачів — менше 1 млн у рік. У 2005 році збитки склали 10-20 млн €. До жовтня 2006 налічувалося всього 600 тис. відвідувачів. Зниження кількості відвідувачів має багато причин, у тому числі та відносну віддаленість «Tropical Islands» від міста. Крім того, у місцевих жителів Берліна і південного Бранденбурга середній душовий доход дещо нижчий від загально-федерального значення. Цільовою групою запланованого розширення і перебудови комплексу були гості з дальших регіонів, у тому числі Польщі.
Шляхом зміни структури цін і поліпшення можливостей для ночівлі ситуація із залученням відвідувачів була дещо поліпшена. За даними керівника підприємства Оле Бестед у 2008 році запланований прибуток у розмірі 1 млн і це прямий наслідок збільшених можливостей для ночівлі.
Спочатку були також проблеми з рослинами, які під світлонепроникним куполом погано росли, не отримуючи денне світло. Щоб розв'язати цю проблему, з 2005 року покриття на частині куполу було замінене на спеціальну світлопроникну ETFE-фольгу. Утворилося 20 000 м2 площі куполу, що пропускають денне світло. Посаджені згодом пальми, дерева і кущі добре прижилися і створюють відповідну атмосферу в тропічному лісі й так званому «тропічному селі».

### Енергетичні

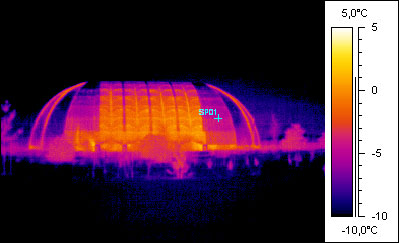
Термографічне зображення

Висока витрата енергії є негативним економічним і екологічним чинником. Оболонка розрахована на підтримку температури від 19 °C, в області саун підтримується температура 26 °C. Через велику площу поверхні покриття, що пропускає ультрафіолетові промені, виникають великі втрати тепла. Термографічне зображення показує втрати тепла в різних районах залу.
Природний газ як джерело тепла пов'язаний з викидами вуглекислого газу. Тепловитрати також виникають через постійне підігрівання піску. Крім того, втрати виникають через те, що водяна пара, яка випаровується з басейнів, акумулює тепло, видаляється в результаті провітрювання. Тільки на це витрачається близько 1,3 МВт.

## Ресурси Інтернету
- Офіційний сайт (нім.)
- Homepage des Investors (англ.)
- Thermographieuntersuchung[недоступне посилання з травня 2019] im Auftrag der Grünen Brandenburg (Aufnahmen mit Erläuterungen) (нім.)
- s0000970 в базі Structurae

- Erfahrungsbericht und Bilder zur Neueröffnung der Tropical Islands (нім.)
- «Mallorca Light. Eine Fahrt ins Tropical Island.» — Bericht von polaronline.de (нім.)
- Beschreibung als Sehenswürdigkeit auf Berlin.de(нім.)
- Как добраться до аквапарка Tropical Islands общественным транспортом(рос.)